# Bier in Slowakije

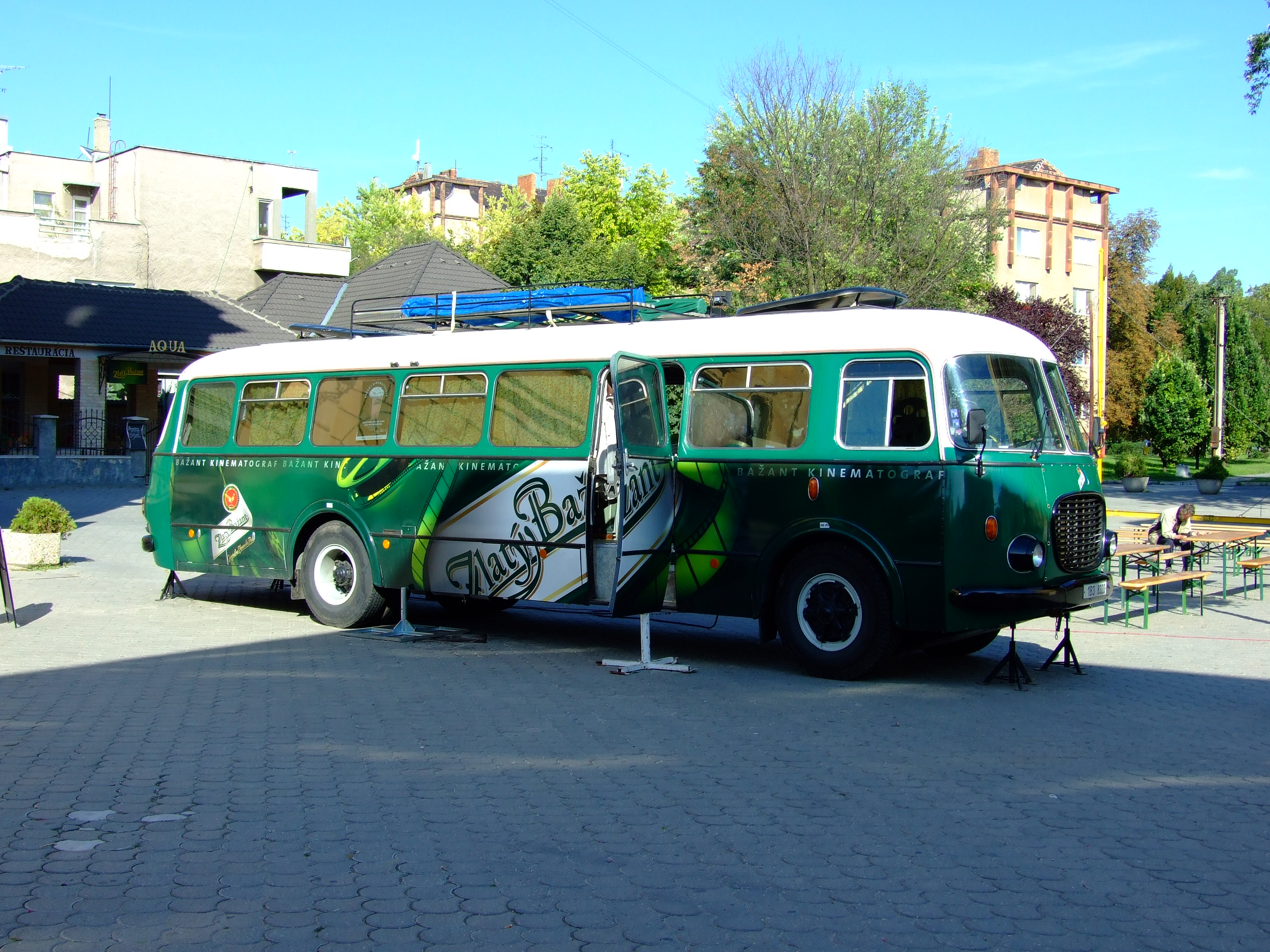
Reclame voor Zlatý Bažant

Bier staat in Slowakije al eeuwenlang op de tweede plaats na de nationale sterkedrank slivovitsj (pruimenbrandewijn). In de middeleeuwen was het namelijk in de dorpen verboden thuis bier te brouwen en was de bierproductie enkel voorbehouden aan brouwerijen met een officiële vergunning in de steden. De horigen mochten alleen daar bier kopen en de brouwerijen konden bestaan door de tienden die de horigen betaalden in hop en gerst.
Na de oprichting van Tsjecho-Slowakije in 1918 werd Slowaaks bier sterk beïnvloed door de Boheemse stijl. Nadat de brouwerijen na de Tweede Wereldoorlog door het communistisch regime werden genationaliseerd, was de belangrijkste brouwopleiding gevestigd in Praag. De Slowaakse brouwindustrie liep jarenlang ver achter op de Tsjechische. Om aan deze situatie te veranderen bouwden de communisten in de jaren 1950 en 1960 een aantal grote nieuwe brouwerijen. De vijf grootste brouwerijen die nu nog bestaan waren het resultaat van dit initiatief. Na de val van het communisme in Oost-Europa kwamen de meeste brouwerijen in bezit van grote brouwerijgroepen. Heineken kocht in de jaren 1990 verscheidene brouwerijen die ondergebracht werden in een nieuwe groep Heineken Slovensko: Gemer Pivovar Rimavská Sobota, Zlatý Bažant (1995), Martiner (1999, gesloten in 2003) en Pivovar Corgoň (1997, gesloten in 2004). In 2006 kwam SABMiller in bezit van Pivovar Šariš en Pivovar Topvar, die vanaf 1 januari 2007 fuseerden tot de Topvar Brouwerijen.

## Cijfers 2011
- Bierproductie:  3,123 miljoen hl
- Export: ??
- Import:  ??
- Bierconsumptie: 1,685 miljoen hl
- Bierconsumptie per inwoner: 72,9  liter
- Actieve brouwerijen: 5 (+ 13 microbrouwerijen)[1]

## Brouwerijen
De grootste brouwerijen (productie groter dan 100.000 hl/jaar):
- Heineken Slovensko
  - Gemer Pivovar Rimavská Sobota
  - Zlatý Bažant
- Eigendom van SABMiller:
  - Pivovar Šariš
  - Pivovar Topvar
- Pivovar Steiger
- Pivovar Tatran
- Pivovar Stein
- Pivovar Urpín
- Pivovar Poper

## Bieren
- Corgoň (nu gebrouwen bij Zlatý Bažant)
- Gemer
- Kelt
- Martiner
- Šariš
- Steiger
- Stein
- Tatran
- Urpin
- Zlatý Bažant